# International World Class Championship Wrestling
A International World Class Championship Wrestling (IWCCW) foi uma promoção independente de wrestling profissional estadunidense criada em Boston, Massachusetts. Foi desenvolvida pelo três vezes NWA World Jr. Heavyweight Champion  Angelo Savoldi.
Criada em 1984, a International World Class Championship Wrestling organizou eventos interpromocionais com a World Wrestling Council, a American Wrestling Association e a World Class Championship Wrestling. Muitos de seus ex-lutadores conseguiram lutar na World Wrestling Federation, World Championship Wrestling e Extreme Championship Wrestling, durante a década de 1990.

## Títulos
- WWC Universal Heavyweight Championship (1984-1985)
- WWC World Tag Team Championship (1984-1985)
- IWCCW Heavyweight Championship
- IWCCW Light Heavyweight Championship
- IWCCW Tag Team Championship
- IWCCW Women's Championship
- IWCCW Television Championship